# Monochamus mutator
Monochamus mutator är en skalbaggsart som beskrevs av Leconte 1850. Monochamus mutator ingår i släktet Monochamus och familjen långhorningar. Inga underarter finns listade i Catalogue of Life.